# Spit (álbum)
Spit es el primer disco oficial (LP) de la banda canadiense Kittie, publicado en 1999 con la discografía Artemis Records. El álbum debutó en la lista Billboard Top 200 en el puesto nº79 y logró mantenerse 37 semanas en lista. Sus éxitos fueron: "Brackish" y "Charlotte". 
La banda se vio influenciada por una gran cantidad de géneros como: heavy metal, groove metal, nu metal, industrial metal, alternative metal, thrash metal, death metal, progressive metal, avant-garde metal, grunge, post-grunge, alternative rock, hard rock, industrial rock, pop rock, indie rock, noise rock, art rock, gothic rock, new wave, punk rock, post-punk, horror punk, pop punk, hardcore punk, post-hardcore y grindcore.

## Lista de canciones
| N.º | Título                         | Escritor(es) | Duración |  |
| 1.  | «Spit»                         | Kittie       | 2:20     |  |
| 2.  | «Charlotte»                    | Kittie       | 3:57     |  |
| 3.  | «Suck»                         | Kittie       | 3:31     |  |
| 4.  | «Do You Think I'm a Whore»     | Kittie       | 3:02     |  |
| 5.  | «Brackish»                     | Kittie       | 3:07     |  |
| 6.  | «Jonny»                        | Kittie       | 2:24     |  |
| 7.  | «Trippin'»                     | Kittie       | 2:22     |  |
| 8.  | «Raven»                        | Kittie       | 3:25     |  |
| 9.  | «Get off (You Can Eat a Dick)» | Kittie       | 2:52     |  |
| 10. | «Choke»                        | Kittie       | 4:05     |  |
| 11. | «Paperdoll»                    | Kittie       | 2:49     |  |
| 12. | «Immortal»                     | Kittie       | 3:02     |  |

## Personal
- Morgan Lander - voz, guitarra
- Fallon Bowman - guitarra, voz
- Talena Atfield - bajo, coros (se unió a la banda después de la edición del álbum, por lo tanto, no aparece en los créditos)
- Mercedes Lander - batería
- Tanya Candler - fue bajista en la grabación del álbum
- Garth Richardson - productor